# 角頭 (電影)
《角頭》（英語：Gatao）是2015年的一部臺灣黑幫電影，由黃鴻升、孫鵬、王陽明、蔡振南、莫允雯、顏正國、張立東、賀一航等人領銜主演，於2015年7月9日上映。其續集是《角頭2：王者再起》。

## 劇情
「正義市場」多年來由頂庄角頭老大勇桑管理經營，這座養活許多家庭、有人情味的市場，即將成為在地角頭勢力間利益糾葛的引爆點。清楓是勇桑的手下大將，敢衝敢拼、掌管大小事，儼然是勇桑的接班人；清楓的兄弟阿雄，三年前為了清楓殺人案頂罪入獄，出獄後得到重用。勇桑欣賞阿雄重情重義，與市場鄉親相處融洽又有人情味，就像年輕時的自己，所以早已打算將自己的事業交棒給阿雄。勇桑先將正義市場交給阿雄管理，看似一樁成人之美的兄弟情誼，卻開始出現隱憂。

## 演員

### 頂庄
| 演員   | 角色   | 介紹 |
| 黃鴻升 | 阿雄   | 「頂庄」打手、後起之秀，是「頂庄」實際上的接班人。 與蕾蕾互相喜歡。 重情重義、敢作敢為、信實可靠。一手把阿雄帶大的阿嬤是他最重要的親人，非常敬重大哥清楓。幾年前為了「頂庄」幫眾鋃鐺入獄，出獄後在「頂庄」老大勇桑的安排下在市場收管理費並與自己的朋友阿華合作擺攤賣女性內衣褲。隨著在幫內地位的逐漸上升，和清楓也開始產生微妙的競爭關係。因為阿嬤、勇桑的死而向麥可報仇挑起戰爭，最後一槍殺死麥可，但玉石俱焚，也遭到麥可用磚塊重擊頭部致死。                  |
| 蔡振南 | 勇桑   | 「頂庄」角頭老大。 地方上受人敬重的角頭老大，說起歷練豐富的「勇桑」，道上老一輩的人大部分都會豎起拇指，他個性海派講究江湖情義，講話乾脆又有誠信，懂得以退為進，不為難對手，有錢大家賺，不會貪心不獨佔。特別重視倫理輩份，不論黑白兩道或老少貧富都交陪，視自己地盤內的居民如親人，最後卻遭自己的小弟阿凱叛變槍殺身亡。原型為前艋舺角頭「加蚋慶」楊慶順。 |
| 孫鵬   | 清楓   | 「頂庄」第二號人物、勇桑手下的頭號大將。 沉穩幹練，敢衝敢拼、頭腦冷靜，既冷酷又熱情，既守舊又新潮。 和阿雄親如兄弟的大哥，冷酷外表下藏的是細膩的思維和真摯的情感。他是勇桑最信任的接班人，眾兄弟最尊敬的大哥。清楓，就是這樣一個充滿矛盾與衝突的綜合體。 喜歡蕾蕾，對蕾蕾默默地真心付出，有著與阿雄若有似無的情敵關係，也因為隨著阿雄在幫內地位的逐漸上升，和他開始產生微妙的競爭關係。因勇桑的死而向麥可報仇挑起戰爭，最後被麥可用木樁插進肚子，內臟破裂而死。 |
| 莫允雯 | 謝蕾蕾 | 幼兒園老師，謝餃的女兒，善良爽朗的女孩。 阿雄深愛著蕾蕾，而蕾蕾也深愛著阿雄，但因阿雄怕自己會傷害她而保持距離，讓深愛阿雄的蕾蕾遲遲無法靠近他的心。在知道阿嬤與阿雄的死訊後悲痛欲絕。 |
| 顏正國 | 阿國   | 「頂庄」戰將、勇桑身邊的保鑣，「頂庄」最驍勇善戰的兄弟。率性豪邁，忠肝義膽，重人情、重倫理、講義氣。因勇桑的死與清楓、阿雄向麥可尋仇，最後在激戰中留下斷後，但也被敵人亂槍打成重傷而死。 |
| 小馬   | 阿華   | 「頂庄」幫眾、阿雄最要好的朋友。跟著阿雄進入江湖，也很替阿雄照顧阿嬤。在市場擺攤販售女性內衣褲，打架時曾替阿雄擋了一刀，劇情中期被麥可綁架並打成重傷，成為植物人。 |
| 張立東 | 阿凱   | 「頂庄」幫眾、清楓手下。個性唯唯諾諾，沒有主見。愛吸毒，死性不改，曾被勇桑抓到毒打一頓，後來被麥可收買，槍殺勇桑，逃逸後便不知去向。 |
| 陳孝萱 | 鳳姐   | 勇桑「枕邊人」。 卡拉OK店老闆娘，當她站在「勇桑」身旁時看起來小鳥依人，像個才剛脫離少女階段的少婦，但對外卻是有點隱藏不住霸氣的大姊。在勇桑被殺死後愣在阿凱面前不發一語，悲痛欲絕。 |
| 賀一航 | 謝餃   | 蕾蕾的父親。 市場肉乾店的老闆。好賭，是女兒眼中的頭痛人物，謝餃不是什麼十惡不赦的大壞蛋，事實上他根本沒膽去作大奸大惡之事，只是一再地重複同樣的錯誤，讓所有相信他的親友一再失望與傷心。 |

### 大橋頭
| 演員   | 角色              | 介紹 |
| 王陽明 | 許麥可（Michael） | 「大橋頭」角頭老大許萬和的兒子，也是第三代接班人，從小被送到美國念書，極為講究穿著打扮，思想新潮不願守舊，認為錢財都可以解決任何事，個性極為冷酷無情。一直想要將頂庄的菜市場改建成觀光漁市場。在劇末槍戰中用磚頭重擊阿雄後又以木樁襲刺清楓，在纏鬥時被奄奄一息的阿雄槍殺而死。 |
| 許孟哲 | 苦茶              | 麥可的左右手，當頂莊的攤販為躲避警察而逃來，向攤販們收費，與阿雄結怨，最後在與阿雄一夥人的槍戰中被清楓射殺。 |
| 小煜   | 鬼頭              | 麥可的左右手，曾在一次械鬥中，被清楓射傷腿部，作為對麥可的警告，最後在與阿雄一夥人的槍戰中被清楓射殺。 |

### 後港
| 演員   | 角色 | 介紹 |
| 夏靖庭 | 文正 | 後港老大，麥克父親的前左右手，欲染指入侵頂庄的正義市場，並藉此幫麥克掌控全部角頭的地盤，因此與頂庄結怨。後與麥可合作結盟，配合其計畫欲改建頂庄的正義市場，最後在槍戰中被阿雄射殺。   |
| 高盟傑 | 嘉慶 | 文正的左右手，為爭奪頂庄的菜市場嗆聲，被阿雄用刀挾持並狼狽撤退，懷恨在心。在劇末開車襲擊阿雄和他的奶奶，隨後持槍想槍殺阿雄，沒想到卻與同夥被阿雄開槍射殺，但也讓阿雄的奶奶死在車上。 |

### 其他演員
| 演員   | 角色     | 介紹                                                                                                   |
| 高捷   | 嘴鬚伯   | 資深高階刑警，北館角頭大哥貴董的雙胞胎弟弟，是個遊走在黑白兩道之間的警察。                             |
| 陳淑芳 | 阿雄阿嬤 | 阿雄最牽掛的阿嬤，自從阿雄父母過世後獨自拉拔阿雄長大，一直希望阿雄不要做兄弟，後因為嘉慶開車撞擊而死。 |
| 王彩樺 | Nana     | 檳榔西施。                                                                                             |
| 鍾欣凌 | 秀蓮姐   | 菜市場內阿華隔壁攤賣毛巾的老闆娘，會和阿華不約而同的一起去謝餃的店偷吃肉乾。                           |
| 陳慕義 | 莊家     | 「頂庄」地下賭場的管理者，與謝餃熟識。                                                                 |
| 張熙恩 | Lulu     | 麥可看上的陪酒小姐。                                                                                   |

## 歌曲
| 曲別     | 演唱   | 歌名       |
| 主題曲   | 黃鴻升 | 《忘了我》 |
| 同名音樂 | 周湯豪 | 《角頭》   |
| 插曲     | 蔡振南 | 《不應該》 |

## 分級
| 國家/地區 | 分級   |
| 台灣      | 限制级 |

## 拍攝場景
| 地點   | 場景             |
| 萬華區 | 南機場二期公寓內 |
| 土城區 | 大漢溪右岸媽祖廟 |

## 外部連結
- 角頭 GATAO的Facebook專頁
- 角頭-GATAO的新浪微博
- 角頭 GATAO的Instagram帳戶
- YouTube上的GATAO 角頭頻道
- 開眼電影網上《角頭》的資料（繁體中文）
- 香港影庫上《角頭》的資料（繁體中文）
- 时光网上《角頭》的資料（简体中文）
- 豆瓣电影上《角頭》的資料 （简体中文）
- 互联网电影数据库（IMDb）上《角頭》的资料（英文）
- 台灣電影網上《角頭》的資料（繁體中文）